# Выборы в Сенат США в Нью-Йорке (2022)
Выборы в Сенат США в Нью-Йорке состоялись 8 ноября 2022 года. Победитель представит штат в верхней палате Конгресса США. Действующий сенатор-демократ Чак Шумер, занимавший пост лидера большинства в Сенате с 2021 года, баллотировался вновь. Внутрипартийные выборы в Нью-Йорке состоялись 28 июня. По результатам всеобщих выборов Шумер был переизбран на пятый срок. Он стал сенатором с самым продолжительным периодом пребывания в должности за всю историю штата.

## Праймериз Демократической партии

### Кандидаты

#### Номинант
- Чак Шумер — действующий сенатор США от штата Нью-Йорк (с 1999 года)[2]

#### Дисквалифицированные
- Мозес Мугулуси — регулировщик[3]
- Халед Салем — активист[4]

#### Отказавшиеся от выдвижения
- Джамаал Боуман[англ.] — член Палаты представителей от 16–го округа штата Нью-Йорк (с 2021 года) (переизбирается)[5]
- Алессандра Бьяджи[англ.] — сенатор штата Нью–Йорк (с 2019 года) (баллотируется в Палату представителей США)[6][7]
- Мондэр Джонс[англ.] — член Палаты представителей от 17–го округа штата Нью-Йорк (с 2021 года)[5]
- Эндрю Куомо — губернатор штата Нью-Йорк (2011—2021), генеральный прокурор штата Нью-Йорк[англ.] (2007—2010), министр жилищного строительства и городского развития США (1997—2001), помощник министра жилищного строительства и городского развития по вопросам общественного планирования (1993—1997)[8]
- Александрия Окасио-Кортес — член Палаты представителей от 14–го округа штата Нью-Йорк (с 2019 года)[5][9][10] (переизбирается)[11]
- Джумаан Уильямс[англ.] — общественный адвокат Нью-Йорка (с 2019 года), член городского совета Нью-Йорка от 45-го округа (2010—2019)[12] (кандидат в губернаторы)

### Опросы
Александрия Окасио-Кортес vs. Чак Шумер
| Источник опроса | Период проведения | Размер выборки | Уровень погрешности | Александрия Окасио-Кортес | Чак Шумер | Другие/ Неопределившиеся |
| --------------- | ----------------- | -------------- | ------------------- | ------------------------- | --------- | ------------------------ |
| Zogby Analytics | 7–9 мая 2020      | 328 (ПИ)       | ±5,4%               | 21%                       | 54%       | –                        |

## Праймериз Республиканской партии
На съезде Республиканской партии штата Нью-Йорк в 2022 году Джо Пиньон стал официальным выдвиженцем. Пиньон — первый чернокожий человек, которого поддержала крупная партия на выборах в Сенат США в Нью-Йорке.

### Кандидаты

#### Номинант
- Джо Пиньон[англ.] — телеведущий Newsmax, кандидат в Ассамблею штата Нью-Йорк от 90-го округа (2018)[14][15]

#### Дисквалифицированные
- Александр Мики — юрист, кандидат в городской совет Нью-Йорка от 13-го округа (2021)[14][15]

#### Отказавшиеся от выдвижения
- Эндрю Джулиани[англ.] — бывший специальный помощник президента и заместитель директора управления по связям с общественностью 45-го президента Дональда Трампа, сын Руди Джулиани, корреспондент Newsmax TV (кандидат в губернаторы)[16]
- Ли Зелдин — член Палаты представителей от 1–го округа штата Нью-Йорк (с 2015 года), сенатор штата Нью-Йорк (2011—2014) (кандидат в губернаторы)[17]
- Джон Катко[англ.] — член Палаты представителей от 24–го округа штата Нью-Йорк (с 2015 года)[18]
- Том Рид[англ.] — член Палаты представителей от 23–го (с 2013 года) и 29-го округа (2010—2013), мэр Корнинга[англ.] (2008—2010)[19]

## Праймериз Консервативной партии

### Кандидаты

#### Номинант
- Джо Пиньон — телеведущий Newsmax, кандидат в Ассамблею штата Нью-Йорк от 90-го округа (2018)[20]

## Праймериз Партии рабочих семей

### Кандидаты

#### Номинант
- Чак Шумер — действующий сенатор США от штата Нью-Йорк (с 1999 года)[21]

## Праймериз Либертарианской партии

### Кандидаты

#### Дисквалифицированные
- Томас Квитер — кандидат в Сенат штата Нью-Йорк от 52-го округа (2020)[22]

## Независимые кандидаты
- Диана Саре (Движение «Ларуш»[англ.])[23]

## Всеобщие выборы

### Предвыборная статистика
Обозначения:
- Р — равенство
- НП — небольшое преимущество
- ДП — достаточное преимущество
- СП — существенное, но преодолимое преимущество
- ОП — огромное преимущество

| Источник                  | Рейтинг | По состоянию на: |
| ------------------------- | ------- | ---------------- |
| The Cook Political Report | ОП (Д)  | 22 сентября 2021 |
| Inside Elections          | ОП (Д)  | 23 сентября 2022 |
| Sabato's Crystal Ball     | ОП (Д)  | 31 августа 2022  |
| Politico                  | ОП (Д)  | 5 сентября 2022  |
| RealClearPolitics         | ОП (Д)  | 20 сентября 2022 |
| Fox News                  | ОП (Д)  | 20 сентября 2022 |
| DDHQ                      | ОП (Д)  | 12 сентября 2022 |
| 538                       | ОП (Д)  | 22 сентября 2022 |
| The Economist             | ОП (Д)  | 15 сентября 2022 |

### Опросы
Агрегированный источник
| Источник            | Период             | По состоянию на  | Чак Шумер (Д) | Джо Пиньон (Р) | Другие | Преимущество |
| ------------------- | ------------------ | ---------------- | ------------- | -------------- | ------ | ------------ |
| Real Clear Politics | 3—24 октября 2022  | 30 октября 2022  | 52,8%         | 39,8%          | 7,4%   | Шумер +13,0  |
| FiveThirtyEight     | 12–25 октября 2022 | 30 октября 2022  | 54,1%         | 39,3%          | 6,6%   | Шумер +14,8  |
| 270towin            | 18–28 октября 2022 | 30 октября 2022  | 54,0%         | 38,8%          | 7,2%   | Шумер +15,2  |
| Среднее значение    | Среднее значение   | Среднее значение | 53,6%         | 39,3%          | 7,1%   | Шумер +14,3  |

Графическое представление
| Источник опроса             | Период проведения         | Размер выборки | Уровень погрешности | Чак Шумер (Д) | Джо Пиньон (Р) | Другие | НИ  |
| --------------------------- | ------------------------- | -------------- | ------------------- | ------------- | -------------- | ------ | --- |
| Research Co.                | 4–6 ноября 2022           | 450 (ПИ)       | ±4,6%               | 55%           | 37%            | 2%     | 6%  |
| ActiVote (D)                | 8 августа – 6 ноября 2022 | 279 (ПИ)       | ±6,0%               | 60%           | 40%            | –      | –   |
| Emerson College             | 28–31 октября 2022        | 1000 (ПИ)      | ±3,0%               | 55%           | 36%            | 3%     | 6%  |
| Emerson College             | 28–31 октября 2022        | 1000 (ПИ)      | ±3,0%               | 57%           | 39%            | 4%     | –   |
| The Trafalgar Group (R)     | 27–31 октября 2022        | 1198 (ПИ)      | ±2,9%               | 51%           | 40%            | 5%     | 4%  |
| KAConsulting (R)            | 27–29 октября 2022        | 501 (ПИ)       | ±4,4%               | 50%           | 38%            | –      | 7%  |
| Data for Progress (D)       | 26–28 октября 2022        | 818 (ПИ)       | ±3,0%               | 56%           | 39%            | –      | 5%  |
| Long Island University      | 24–26 октября 2022        | 1001 (В)       | ±3,0%               | 54%           | 27%            | 9%     | 10% |
| Civiqs                      | 22–25 октября 2022        | 593 (ПИ)       | ±5,0%               | 56%           | 41%            | 1%     | 2%  |
| Emerson College             | 20–24 октября 2022        | 1000 (ПИ)      | ±3,0%               | 51%           | 36%            | 6%     | 8%  |
| Emerson College             | 20–24 октября 2022        | 1000 (ПИ)      | ±3,0%               | 53%           | 40%            | 8%     | –   |
| SurveyUSA                   | 14–18 октября 2022        | 702 (ПИ)       | ±5,4%               | 52%           | 38%            | 4%     | 6%  |
| Quinnipiac University       | 12–16 октября 2022        | 1617 (ПИ)      | ±2,4%               | 54%           | 42%            | 1%     | 3%  |
| Siena College               | 12–14 октября 2022        | 707 (ПИ)       | ±4,9%               | 57%           | 37%            | 1%     | 5%  |
| Marist College              | 3–6 октября 2022          | 900 (ПИ)       | ±4,4%               | 52%           | 39%            | 1%     | 8%  |
| Marist College              | 3–6 октября 2022          | 1117 (ЗИ)      | ±4,0%               | 54%           | 34%            | 1%     | 11% |
| Siena College               | 16–25 сентября 2022       | 655 (ПИ)       | ±3,9%               | 55%           | 36%            | 1%     | 8%  |
| Emerson College             | 4–6 сентября 2022         | 1000 (ПИ)      | ±3,0%               | 55%           | 31%            | 5%     | 9%  |
| McLaughlin & Associates (R) | 7–9 августа 2022          | 600 (ПИ)       | ±4,0%               | 51%           | 36%            | –      | 13% |
| Emerson College             | 26–28 июля 2022           | 1000 (ПИ)      | ±3,0%               | 53%           | 31%            | 7%     | 8%  |
| Siena College               | 24–28 июля 2022           | 806 (ПИ)       | ±3,5%               | 56%           | 35%            | 0%     | 8%  |

Чак Шумер vs. любого оппонента
| Источник опроса             | Период проведения | Размер выборки | Уровень погрешности | Чак Шумер (Д) | Любой оппонент | Неопределившиеся |
| --------------------------- | ----------------- | -------------- | ------------------- | ------------- | -------------- | ---------------- |
| McLaughlin & Associates (R) | 7–9 августа 2022  | 600 (ПИ)       | ±4,0%               | 42%           | 48%            | 10%              |

### Результаты
| Кандидат | Кандидат            | Партия           | Голосов   | %     |
| -------- | ------------------- | ---------------- | --------- | ----- |
|          | Чак Шумер           | Демократическая  | 3 022 822 | 51,69 |
|          | Чак Шумер           | Рабочих семей    | 297 739   | 5,09  |
|          | Чак Шумер (действ.) | Итого:           | 3 320 561 | 56,78 |
|          | Джо Пиньон          | Республиканская  | 2 204 499 | 37,69 |
|          | Джо Пиньон          | Консервативная   | 296 652   | 5,07  |
|          | Джо Пиньон          | Итого:           | 2 501 151 | 42,76 |
|          | Диана Саре          | Движение «Ларуш» | 26 844    | 0,46  |
| Всего    | Всего               | Всего            | 5 848 556 | 100   |